# Bukowina (Typin)
Bukowina – część wsi Typin w Polsce, położona w województwie lubelskim, w powiecie tomaszowskim, w gminie Tomaszów Lubelski.
W latach 1975–1998 Bukowina administracyjnie należała do województwa zamojskiego.